# Герберт Браммер
Герберт Браммер (нім. Herbert Brammer; 24 квітня 1914, Рендсбург — 27 жовтня 1944, Норвезьке море) — німецький офіцер-підводник, оберлейтенант-цур-зее крігсмаріне.

## Біографія
2 листопада 1937 року вступив на флот, пройшов підготовку при 3-й роті 4-го дивізіону корабельних гармат в Глюкштадті. З 30 березня 1938 року служив на ескортному кораблі F6, з 30 жовтня 1938 року — на F2, з 5 квітня 1939 року — на F9. З 12 квітня 1939 року — кандидат в офіцери резерву в училищі корабельної артилерії в Кілі, з 7 травня 1939 року — при 3-й роті 1-го морського навчального унтерофіцерського дивізону в Кілі.
З 17 червня 1939 року — вахмістр на ескортному кораблі F9. З 12 жовтня 1939 року — 1-й вахтовий офіцер на мінних тральщиках M1201 і M1206 12-ї флотилії мінних тральщиків. З 19 лютого 1940 року служив в 5-й роті 2-го морського унтерофіцерського дивізіону у Везермюнде. З 1 березня по 25 серпня 1940 року пройшов кур фенріха. З 26 серпня 1940 року служив в дивізіону оборони гавані Булоні. З 25 листопада 1940 року по 31 січня 1941 року пройшов торпедну підготовку, з 1 лютого по 13 жовтня 1941 року — курс кідводника, після чого був направлений на будівництво підводного човна U-118. З 6 грудня 1941 року — 1-й вахтовий офіцер на U-118, на якому взяв участь у двох походах. З 28 грудня 1942 по 1 лютого 1943 року пройшов курс командира човна, після чого був переданий в розпорядження 5-ї флотилії. З 11 березня 1943 року — командир роти 2-го навчального дивізіону підводних човнів.
19 квітня 1943 року направлений на будівництво U-1060. З 15 травня 1943 року — командир U-1060, на якому здійснив 6 походів (разом 125 днів у морі). 27 жовтня 1944 року човен був важко пошкоджений снарядами, ракетами та глибинними бомбами 7 літаків «Файрфлай» та 13 «Баракуда» з британського авіаносця «Імплакебл». 43 члени екіпажу вціліли, 12 (включаючи Браммера) загинули.

## Звання
- Рекрут (2 листопада 1937)
- Матрос-єфрейтор резерву (1 жовтня 1938)
- Боцмансмат (1 червня 1939)
- Боцман резерву (1 жовтня 1939)
- Фельдфебель (1 березня 1940)
- Фенріх-цур-зее (1 травня 1940)
- Оберфенріх-цур-зее (1 квітня 1941)
- Лейтенант-цур-зее (1 липня 1941)
- Оберлейтенант-цур-зее (1 квітня 1942)

## Нагороди
- Нагрудний знак підводника (20 жовтня 1942)
- Залізний хрест 2-го класу (20 жовтня 1942)